# Stenkilové
Stenkilové byl název dynastie, která vládla Švédsku zhruba od roku 1060 do roku 1125. Král Stenkil pravděpodobně pocházel z Västergötlandu.
Švédsku nebo Västergötlandu vládli:
- 1060–1066 : Stenkil[2]
- 1066–1067 : ?Erik Stenkilsson, možná syn Stenkila
- 1067–1070 : Halsten Stenkilsson (Halsten), syn Stenkila
- 1079–1084 a 1087–1110: Inge I. Švédský (Inge den äldre), syn Stenkila
- 1110–1118 : Filip Halsten (Filip Halstensson), bezdětný
- 1110–1125 : Inge II. Švédský (Inge den yngre), bezdětný